# Кубово (Карелия)
Ку́бово — посёлок, административный центр Кубовского сельского поселения Пудожского района Республики Карелия.

## Общие сведения
Расположен в 48 км от города Пудож на правом берегу реки Водла.
По данным на 1986 год, поселок находился в 57 км на восток от Пудожи.
Действует средняя школа, детский сад, фельдшерский пункт.
Имеется пассажирская паромная переправа с деревней Кубовский сплавучасток.

## Население
| 2002 | 2009  | 2010 | 2013 |
| ---- | ----- | ---- | ---- |
| 1308 | ↘1176 | ↘902 | ↘814 |

## Улицы
- пер. Больничный
- ул. Детская
- ул. Железнодорожная
- ул. Зелёная
- ул. Кубовская
- ул. Лесная
- ул. Минская
- пер. Минский
- ул. Молодёжная
- ул. Набережная
- ул. Победы
- пер. Победы 1-й
- пер. Победы 2-й
- пер. Победы 3-й
- пер. Победы 4-й
- ул. Почтовая
- ул. Речная
- ул. Ручейная
- ул. Спортивная
- пер. Спортивный
- ул. Строителей
- ул. Центральная
- ул. Школьная
- пер. Школьный